# Gottlieb von Hüttner
Christian Gottlieb Hüttner, ab 1829 von Hüttner (* 21. Mai 1787 in Lengenfeld (Vogtland); † 3. März 1854 in Leipzig), war ein deutscher Postbeamter, der für seine Verdienste als Oberpostdirektor des sächsischen Postwesens in den Adelsstand erhoben wurde.

## Leben und Wirken
Am 24. November 1829 hob der König von Sachsen Gottlieb Hüttner „aus eigener Bewegung“ in den sächsischen Adelsstand und verlieh ihm ein Wappen.